# Pseudo Plutarc
Pseudo Plutarc és el nom convencional donat actualment a un o diversos autors de diverses obres que en l'antiguitat van ser atribuïdes a Plutarc, però que se sap ara que no va ser aquest qui les va escriure. Encara que són textos originalment escrits en grec, alguns ens són coneguts per la seva traducció llatina.
Algunes d'aquestes obres van estar incloses en la Moralia de Plutarc i són:
- Vitae Decem Oratorum, biografies de deu oradors que van viure a l'antiga Atenes. Podria estar basat en una obra anterior de Cecili Calactí o que tots dos es van inspirar en una mateixa obra, les Vitae de Foci.[1]
- Placita Philosophorum (en grec: Περὶ τῶν ἀρεσκόντων φιλοσόφοις φυσικῶν δογμάτων, «Les doctrines del filòsofs»). L'autor d'aquesta obra es va basar en els escrits, ara perduts, del filòsof Aeci.[2]
- De Musica, («Sobre la música»).[3]
- Parallela Minora, («Històries paral·leles menors»). Breus relats sobre personatges històrics: Datis de Pèrsia, Xerxes, Porsena rei dels etruscs, etc. Un dels motius pels que es va excloure que fos una obra original de Plutarc és el seu llenguatge inepte.[4]
- Pro Nobilitate («En defensa de la noblesa»)
- De Flumina, («Sobre els rius»; noms de rius i muntanyes).[5]
- De Homero, («Sobre Homer»)
- De Unius in Re Publica Dominatione (d'autoria encara poc clara)

Aquestes obres daten de poc després a l'època de Plutarc de Queronea, pel tipus de llenguatge se sap que van ser escrits a finals de l'antiguitat (segles iii o IV dC).
- De Fato, una obra de pseudoepigrafies filosòfiques, va estar inclòs en la Moralia de Plutarc, però es creu segons els estudis actuals que seria un tractat sobre la filosofia platònica, escrit al segle ii, poc abans que comencés el neoplatonisme.

- Stromateis, (Στρωματεῖς, "Fragments"), va ser un important recurs per l'estudi dels presocràtics i també va ser atribuït a Plutarc.[6]

Altres treballs atribuïts a Plutarch probablement siguin posteriors a ell, d'origen medieval com ara l' "Epístola a Trajà."